# Royal Rumble 2004
Royal Rumble (2004) was een professioneel worstel-pay-per-view (PPV) evenement dat georganiseerd werd door WWE voor hun Raw en SmackDown! brands. Het was de 17e editie van Royal Rumble en vond plaats op 25 januari 2004 in het Wachovia Center in Philadelphia, Pennsylvania.

## Matches
| Nr. | Match                                                                                | Winnaar(s)     | Opmerkingen                                                                                     | Bron  |
| --- | ------------------------------------------------------------------------------------ | -------------- | ----------------------------------------------------------------------------------------------- | ----- |
| 1H  | Victoria (met Steven Richards) vs. Molly Holly                                       | Victoria       | Eén-op-één match. Vooraf opgenomen op Heat.                                                     | [ 2 ] |
| 2   | Evolution (Batista & Ric Flair) (c) vs. The Dudley Boyz (Bubba Ray & D-Von Dudley)   | Evolution      | Tables match voor het World Tag Team Championship.                                              | [ 2 ] |
| 3   | Rey Mysterio (c) vs. Jamie Noble (met Nidia)                                         | Rey Mysterio   | Eén-op-één match voor het WWE Cruiserweight Championship.                                       | [ 2 ] |
| 4   | Eddie Guerrero vs. Chavo Guerrero (met Chavo Guerrero Sr.)                           | Eddie Guerrero | Eén-op-één match.                                                                               | [ 2 ] |
| 5   | Brock Lesnar (c) vs. Hardcore Holly                                                  | Brock Lesnar   | Eén-op-één match voor het WWE Championship.                                                     | [ 2 ] |
| 6   | Triple H (c) vs. Shawn Michaels                                                      | N.V.T.         | Last Man Standing match voor het World Heavyweight Championship. De match eindigde in een draw. | [ 2 ] |
| 7   | 30-man Royal Rumble match voor een wereldkampioenschapswedstrijd op WrestleMania XX. | Chris Benoit   | Benoit won door BIg Show als laatste te elimineren.                                             | [ 2 ] |

### Royal Rumble match
| Nr. | Entree           | Brand      | Orde | Geëlimineerd door                            | Eliminaties | Tijd    |       |
| --- | ---------------- | ---------- | ---- | -------------------------------------------- | ----------- | ------- | ----- |
| 1   | Chris Benoit     | SmackDown! | —    | Winnaar                                      | 6           | 1:01:35 | [ 3 ] |
| 2   | Randy Orton      | Raw        | 19   | Mick Foley                                   | 5           | 33:44   | [ 3 ] |
| 3   | Mark Henry       | Raw        | 3    | Chris Benoit                                 | 0           | 05:14   | [ 3 ] |
| 4   | Tajiri           | SmackDown! | 2    | Rhyno                                        | 0           | 03:39   | [ 3 ] |
| 5   | Bradshaw         | SmackDown! | 1    | Chris Benoit                                 | 0           | 00:38   | [ 3 ] |
| 6   | Rhyno            | SmackDown! | 8    | Chris Benoit                                 | 1           | 14:00   | [ 3 ] |
| 7   | Matt Hardy       | Raw        | 9    | René Duprée                                  | 0           | 14:18   | [ 3 ] |
| 8   | Scott Steiner    | Raw        | 5    | Booker T                                     | 0           | 06:49   | [ 3 ] |
| 9   | Matt Morgan      | SmackDown! | 11   | Chris Benoit                                 | 1           | 12:14   | [ 3 ] |
| 10  | The Hurricane    | Raw        | 4    | Matt Morgan                                  | 0           | 00:19   | [ 3 ] |
| 11  | Booker T         | Raw        | 13   | Randy Orton                                  | 2           | 09:11   | [ 3 ] |
| 12  | Kane             | Raw        | 6    | Booker T                                     | 0           | 01:30   | [ 3 ] |
| 13  | Spike Dudley     | Raw        | 7    | Werd aangevallen en heeft nooit deelgenomen. | 0           | 00:00   | [ 3 ] |
| 14  | Rikishi          | SmackDown! | 12   | Randy Orton                                  | 1           | 03:48   | [ 3 ] |
| 15  | René Duprée      | Raw        | 10   | Rikishi                                      | 1           | 00:33   | [ 3 ] |
| 16  | A-Train          | SmackDown! | 14   | Chris Benoit                                 | 0           | 01:44   | [ 3 ] |
| 17  | Shelton Benjamin | SmackDown! | 15   | Randy Orton                                  | 0           | 00:37   | [ 3 ] |
| 18  | Ernest Miller    | SmackDown! | 16   | Randy Orton                                  | 0           | 00:56   | [ 3 ] |
| 19  | Kurt Angle       | SmackDown! | 28   | Big Show                                     | 1           | 29:04   | [ 3 ] |
| 20  | Rico             | Raw        | 17   | Randy Orton                                  | 0           | 01:06   | [ 3 ] |
| 21^ | Mick Foley       | Raw        | 18   | Himself                                      | 1           | 00:43   | [ 3 ] |
| 22  | Christian        | Raw        | 20   | Chris Jericho                                | 0           | 07:39   | [ 3 ] |
| 23  | Nunzio           | SmackDown! | 23   | Goldberg                                     | 0           | 03:48   | [ 3 ] |
| 24  | Big Show         | SmackDown! | 29   | Chris Benoit                                 | 4           | 22:38   | [ 3 ] |
| 25  | Chris Jericho    | Raw        | 27   | Big Show                                     | 1           | 14:58   | [ 3 ] |
| 26  | Charlie Haas     | SmackDown! | 21   | Goldberg                                     | 0           | 06:53   | [ 3 ] |
| 27  | Billy Gunn       | SmackDown! | 22   | Goldberg                                     | 0           | 05:37   | [ 3 ] |
| 28  | John Cena        | SmackDown! | 25   | Big Show                                     | 0           | 07:37   | [ 3 ] |
| 29  | Rob Van Dam      | Raw        | 26   | Big Show                                     | 0           | 06:44   | [ 3 ] |
| 30  | Goldberg         | Raw        | 24   | Kurt Angle                                   | 3           | 02:08   | [ 3 ] |